# アシク・テムル
アシク・テムル（モンゴル語: Asiq temür、定宗2年（1247年） - 至大2年9月10日（1309年10月13日））は、モンゴル帝国に仕えたウイグル人文官の一人。
『元史』には立伝されていないが、『雪楼集』巻7武都忠簡王神道碑にその事蹟が記される。『新元史』には武都忠簡王神道碑を元にした列伝が立てられている。

## 概要
アシク・テムルは代々ビシュバリクに居住してきたウイグル人家系の出で、トルイ家に仕えたムングスズの息子の一人であった。アシク・テムルは早くから皇太子チンキムのケシク（宿衛）に入り、至元15年（1278年）には遠征に従軍して功績があり、従仕郎枢密院都事に任じられた。この頃、チンキムの妻のココジン・カトンに召し出されて内廷に入り、チンキムとココジンの息子であるカマラ（後の晋王）とテムル（後の成宗オルジェイトゥ・カアン）の家庭教師を任じられている。
至元19年（1282年）、朝列大夫・枢密院断事官の地位を授けられ、大徳2年（1298年）には翰林侍読学士とされた。また、この頃カイシャン（後の武宗クルク・カアン）の家庭教師も任せられ、カイシャンの即位後には栄禄大夫・大司徒・翰林学士承旨・知制誥兼修国史に任じられ、至大元年（1308年）には金紫光禄大夫・領太常礼儀院事を加授された。
至大2年（1309年）9月10日、京師で63歳にして亡くなった。死後、朝廷からは武都王に追封され、忠簡と諡されており、アシク・テムルの事蹟を伝える「武都忠簡王神道碑」の題名はこれに由来する。